# Manheulles
Manheulles é uma comuna francesa na região administrativa de Grande Leste, no departamento de Meuse. Estende-se por uma área de 10,45 km². Em 2010 a comuna tinha 148 habitantes (densidade: 14,2 hab./km²).